# 札兰泰
札兰泰（18世纪？—1788年4月22日），乌雅氏，父为协办大学士，一等武毅谋勇公兆惠。乾隆三十年（1765年）七月，札兰泰袭父爵，封一等武毅谋勇公。乾隆三十六年（1771年）授散秩大臣；三十七年（1772年）尚乾隆帝第九女和硕和恪公主，生有一女；五十三年三月十七卒。子英俊，乾隆五十三年袭其父一等武毅谋勇公。另一子百善保，英俊兄，英俊卒后袭一等武毅谋勇公。